# 豊島ミホ
豊島 ミホ（としま みほ 1982年2月15日- ）は、日本の小説家、ライター。秋田県湯沢市出身。秋田県立横手高等学校・早稲田大学第二文学部卒。

## 経歴

### 小説家として
幼少期からの将来の夢はマンガ家だった。高校2年生のとき、スクールカーストの「底辺」になったと感じたことが理由で家出し、その後保健室登校となる。高校卒業後、一浪の後、2001年に早稲田大学第二文学部へ入学。
大学1年生の夏休みに執筆した「青空チェリー」が、2002年、第1回女による女のためのR-18文学賞の読者賞を受賞。同年、『青空チェリー』を刊行し小説家デビュー。ペンネームの由来は当時東京都豊島区在住だったことと、幼馴染で豊島に作家になることを薦めた幼馴染の「ミホ」ちゃんより。また綿矢りさが同時期に同じ早稲田大学に在学していたため、当時は所属大学名を非公開にしていた。（綿矢は1学年下の教育学部。また、豊島は綿矢の大ファンであることを2005年のインタビューで明かしている。）
大学3年時に就活を始めたが、4年時に断念。卒業後は専業作家として順調に単行本を刊行するが、2008年、『小説新潮』上で小説家としての休業を宣言（2008年12月号「休業の理由」）。

### 休業後
2009年、秋田の実家に帰郷し、漫画家としてのデビューを目指し新人賞に投稿する生活を送る。2011年7月、東日本大震災の復興チャリティとして、「女による女のためのR-18文学賞」ゆかりの女性作家10名による同人誌『文芸あねもね』が電子書籍で出版され、同誌に中編「真智の火のゆくえ」を掲載し、2年ぶりに小説を発表する。同年12月に求職のため東京に再上京。
2012年5月に別冊マーガレット増刊『bianca』に文章とインタビューまんがが掲載され、ライターとして活動を開始する。8月、「ブクログのパブー」で、まんが『読書感想文攻略法』を連載開始。10月、『別冊マーガレット』の読者ページにて、イラストと文章のコラム「片思いスクール」を連載開始。
2015年1月、自身のブログで年下会社員との結婚を発表。5月、6年ぶりの著作として『大きらいなやつがいる君のためのリベンジマニュアル』を刊行。上記の休業に至るまでの経緯や心境が語られている。
その後はライターとしての活動は行っていなかったが、2022年3月にYouTubeチャンネル「本とおしゃべりチャンネル ミホ」を開設。同年10月からはPodcastに移行し「聖なる欲望ラジオ」を定期的に配信している。

## 著書

### 小説
- 『青空チェリー』（2002年9月 新潮社、2005年8月 新潮文庫）
- 『日傘のお兄さん』（2004年3月 新潮社、2007年11月 新潮文庫）
- 『ブルースノウ・ワルツ』（2004年5月 講談社）
- 『檸檬のころ』（2005年3月 幻冬舎、2007年2月 幻冬舎文庫）
- 『陽の子雨の子』（2006年3月 講談社、2010年4月 幻冬舎文庫）
- 『夜の朝顔』（2006年4月 集英社、2009年6月 集英社文庫）
- 『エバーグリーン』（2006年7月 双葉社、2009年3月 双葉文庫）
- 『神田川デイズ』（2007年5月 角川書店、2010年11月 角川文庫）
- 『ぽろぽろドール』（2007年6月 幻冬舎、2011年2月 幻冬舎文庫）
- 『東京・地震・たんぽぽ』（2007年8月 集英社、2010年8月 集英社文庫）
- 『リリイの籠』（2007年12月 光文社）
- 『花が咲く頃いた君と』（2008年3月 双葉社、2013年4月 双葉文庫）
- 『カウントダウンノベルズ』（2008年5月 集英社）
- 『初恋素描帖』（2008年8月 メディアファクトリー、2011年8月 MF文庫ダ・ヴィンチ）
- 『純情エレジー』（2009年3月 新潮社）
- 『夏が僕を抱く』（2009年7月 祥伝社、2012年7月 祥伝社文庫）
- 『リテイク・シックスティーン』（2009年11月 幻冬舎、2013年2月 幻冬舎文庫）

### エッセイ等
- 『底辺女子高生』（2006年8月 幻冬舎文庫）
- 『やさぐれるには、まだ早い！』（2009年12月 メディアファクトリー、2011年12月 MF文庫ダ・ヴィンチ）
- 『大きらいなやつがいる君のためのリベンジマニュアル』（2015年5月 岩波ジュニア新書）

## 映画化作品
- 檸檬のころ（2007年）
  - 出演・榮倉奈々、谷村美月、柄本佑、石田法嗣、林直次郎、浜崎貴司
  - 監督・岩田ユキ